# W3.JS
W3.js est une bibliothèque JavaScript légère et gratuite proposée par W3Schools.
Elle offre différentes fonctions permettant, par exemple, de manipuler dynamiquement le DOM, créer un slideshow, une requête AJAX. Cette bibliothèque présente une alternative à Jquery.

## Lien de téléchargement
- https://www.w3schools.com/lib/w3.js

## Exemple d'utilisation
```
onclick
=
"w3.hide('p')"

```

 Cache les éléments de type p